# Adams (krater)
För andra betydelser, se Adams.
Adams är en nedslagskrater på planeten Mars. Kratern är namngiven efter den amerikanske astronomen Walter Sydney Adams.
Kratern har en diameter på ungefär 90 km.